# 國立臺灣大學生物資源暨農學院實驗林管理處

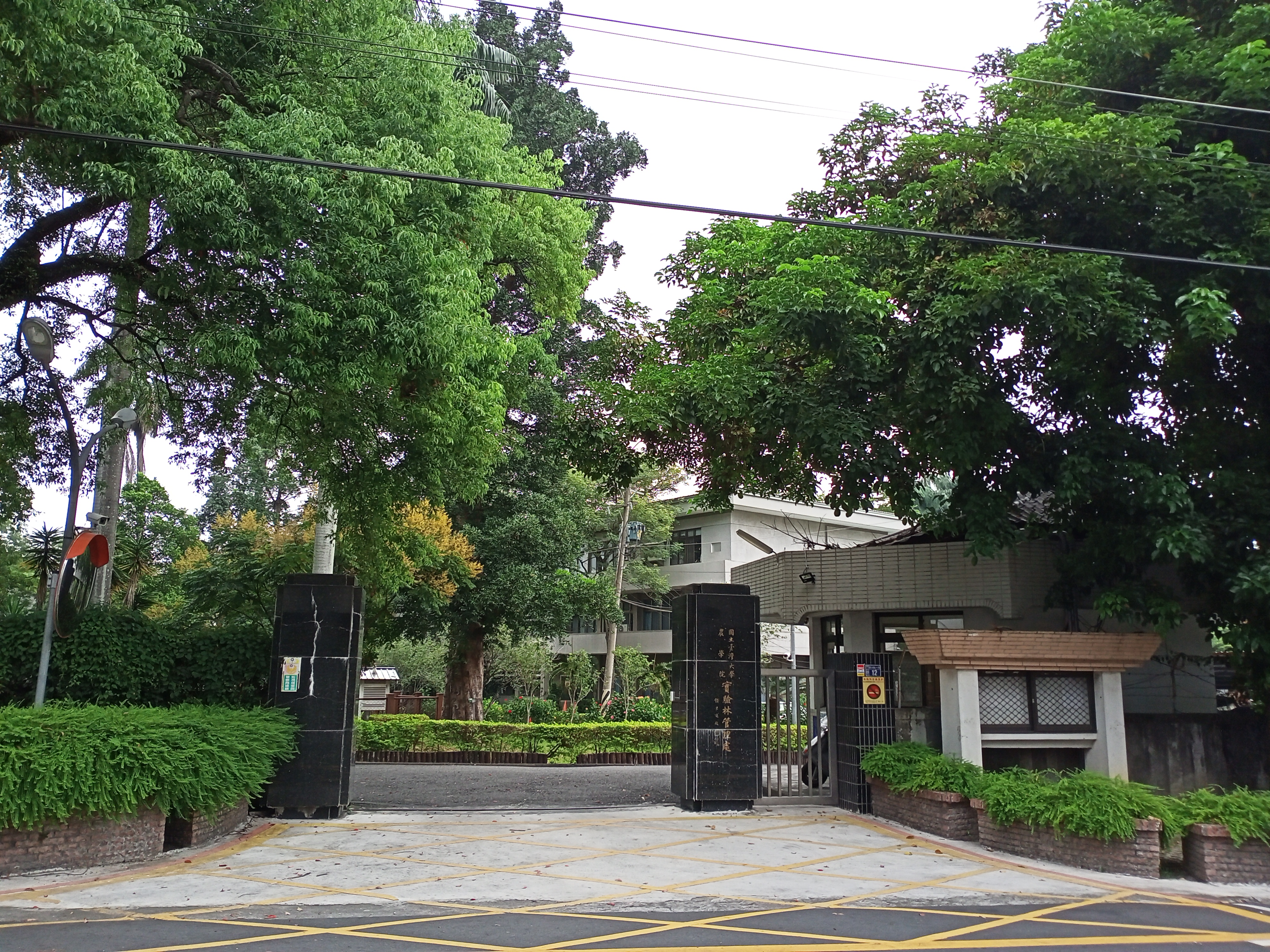
臺大實驗林管理處位在竹山鎮前山路。

國立臺灣大學生物資源暨農學院實驗林管理處（簡稱台大實驗林管處、台大林管處），為國立臺灣大學設於南投縣竹山鎮的森林管理單位。管轄區域跨鹿谷、水、信義三鄉，南起玉山，北以濁水溪為界，東經玉山北峰、八通關而下以陳有蘭溪為界，西以阿里山山脈稜線為界，總面積達32,786公頃，海拔自220至3,952公尺，轄有溪頭、清水溝、和社、內茅埔、水里、對高岳等營林區。林營區內聯絡交通大抵均靠林道（包括產業道路），林道共計七十八條，總長370公里（現能通行之林道，共253公里）。

## 歷史
- 1901年，創立「東京帝國大學農學部附屬臺灣演習林」。
- 1945年二戰終戰後，由臺灣省政府接收，成立「第一模範林場」。
- 1949年，改為國立臺灣大學管理，接收之初仍沿用「演習林」。
- 1950年7月1日，改稱為「國立臺灣大學農學院實驗林管理處」。
- 1975年4月經臺灣省政府規劃設立的「鳳凰谷鳥園」（今由中華民國教育部的國立自然科學博物館接管），由台大實驗林無償提供30公頃林地做鳥園用。
- 1980年代興建的新中橫公路，交通部公路總局使用約76公頃的台大實驗林土地作為道路用地。
- 1985年4月，成立的玉山國家公園，使用台大實驗林地約8,224公頃，分別編為一般管制區﹑遊憩區﹑生態保護區﹑特別景觀區等。
- 2002年隨農學院更名，而改名為「國立臺灣大學生物資源暨農學院實驗林管理處」[1]。

## 天然資源

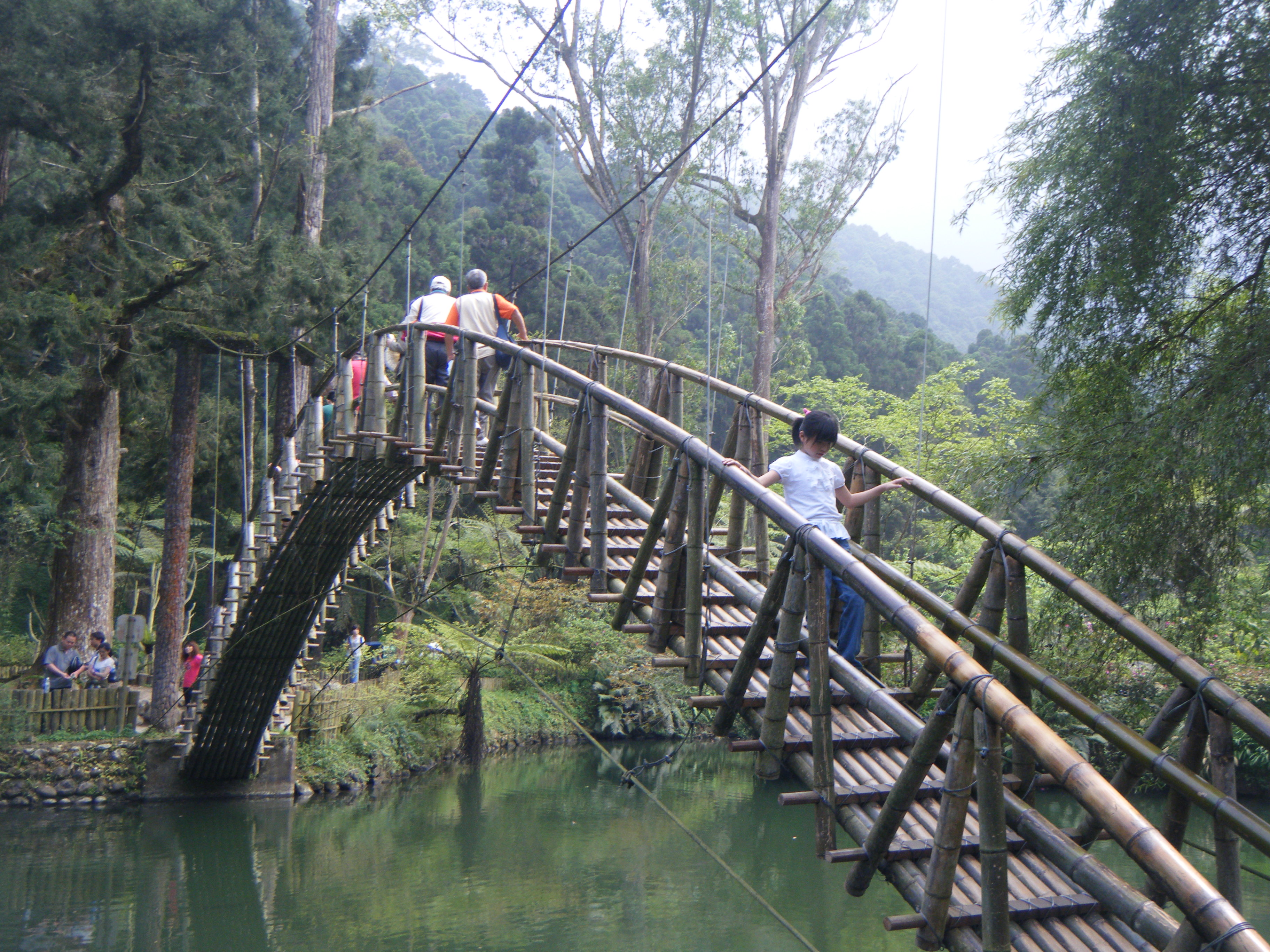
溪頭自然教育園區內的大學池

### 植物群
- 楠榕林帶：分佈海拔500公尺以下之處，即亞熱帶林，目前僅在溪谷、峭壁或粗放經營的大面積麻竹內尚保有其他少許的天然樹種。
- 楠櫧林帶：分佈海拔500~1,500公尺之處，可見於實驗林轄區內之溪頭鳳凰山區、和社沙里仙部分地區及29、31林班之保護林之部分，以樟科及殼斗科為主。
- 櫟林帶：位於楠櫧林帶之上部，1,500~2,500公尺之間者，見於實驗林之22、24、25、27及30林班，組成植物以闊葉樹，針葉樹僅有老齡木如紅檜、臺灣杉、臺灣五葉松等。
- 鐵杉、雲杉林帶：於轄區內之塔塔加鞍部地區2,300~3,000公尺之處，多為鐵杉、雲杉林，偶有臺灣華山松、臺灣二葉松、紅檜、臺灣扁柏等，此外尚可見到的闊葉樹有昆欄樹、厚葉柃木、玉山假沙梨及高山櫟等，另外尚可見到玉山箭竹、高山芒等草生地。
- 冷杉林帶：在3,000公尺以上的玉山地區，大量的臺灣冷杉出現，屢構成純林，林下尚有臺灣茶藨子等低矮的灌木。
- 高山植群帶：分佈於玉山主峰、北峰及南玉山，其分佈係在冷杉林之上，而伸入高山寒原，其主要構成樹種為玉山圓柏；而在避風山脊或冰斗狀山谷則成喬木，構成極盛相，伴生的小灌木有玉山小蘗、刺柏及玉山杜鵑等。

### 野生動物
轄區內的特有種及特有亞種，共有78種
- 鳥類：超過108種，較著名的如藍腹鷴、帝雉、藪鳥、冠羽畫眉…等。
- 哺乳類：如長鬃山羊、山羌、大赤鼯鼠、臺灣獼猴…等。

## 組織
置處長1人、副處長2人，由校長聘任之。
- 處長：蔡明哲教授
  - 副處長

內部單位
- 教學研究組
- 企劃組
- 森林作業組：設有下坪自然教育園區
- 管理組
- 育樂組
- 總務組
- 人事室
- 主計室

營林區
- 溪頭營林區：設有溪頭自然教育園區
- 清水溝營林區：設有鳳凰自然教育園區
- 水里營林區
- 內茅埔營林區
- 和社營林區
- 對高岳營林區：設有東埔自然教育園區

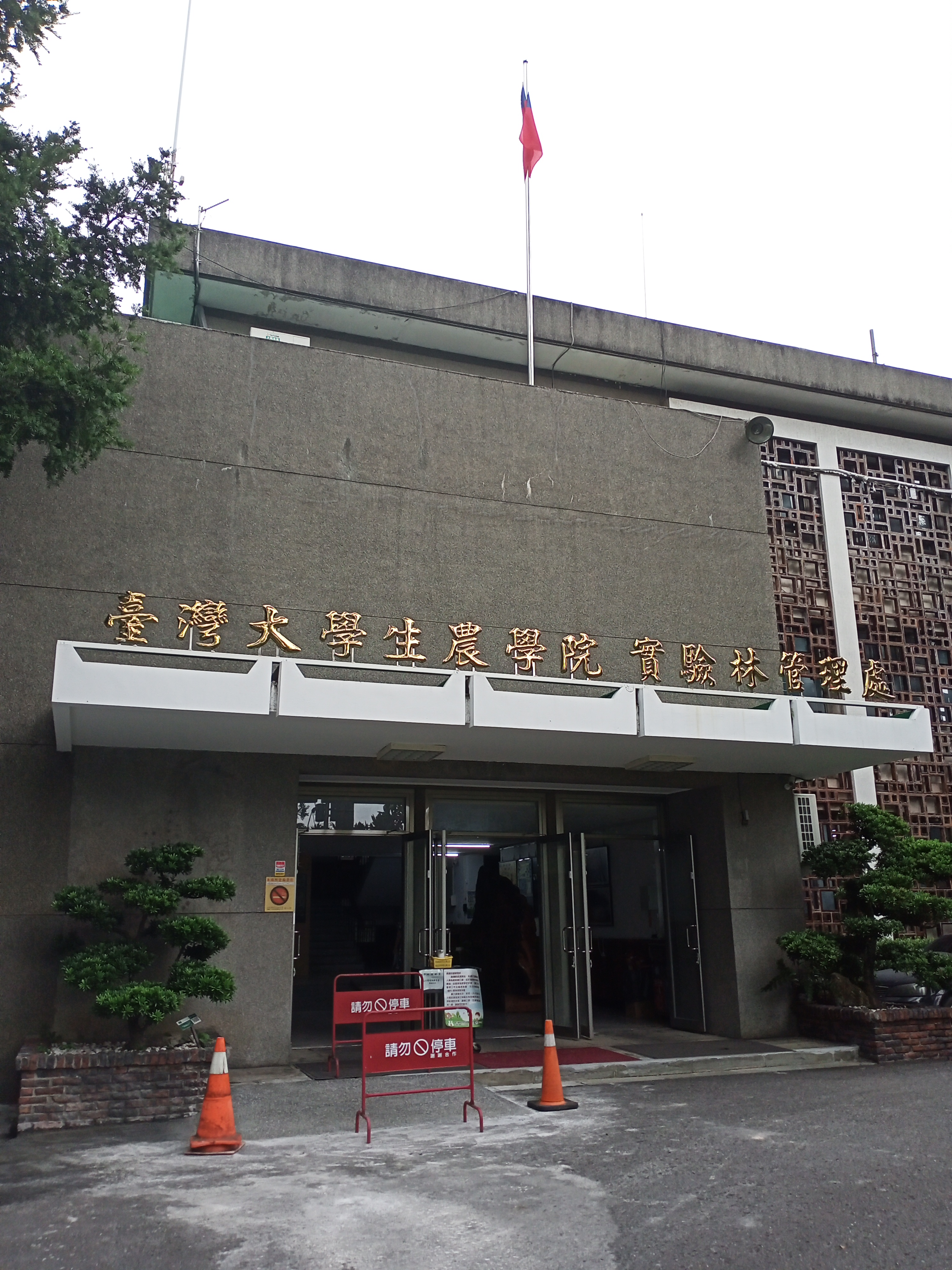
其組織位在「臺灣大學生農學院實驗林管理處」辦公。

- 木材利用實習工廠：設有木材利用暨產品展示中心

## 外部連結
- （繁體中文）國立臺灣大學生物資源暨農學院實驗林管理處